# Tambusoides multifasciculatus
Tambusoides multifasciculatus är en skalbaggsart som beskrevs av Stefan von Breuning 1955. Tambusoides multifasciculatus ingår i släktet Tambusoides och familjen långhorningar. Inga underarter finns listade i Catalogue of Life.